# Matthias Faltz
Matthias Faltz (* 1961 in Meißen) ist ein deutscher Theaterschauspieler, Intendant und Regisseur.

## Leben
Matthias Faltz wurde in Meißen geboren und wuchs erst in Saultitz und dann in Lommatzsch (Sachsen) auf. 1977–1980 absolvierte er seine Berufsausbildung mit Abitur zum Facharbeiter für Elast. Daran schloss sich ein 18-monatiger Grundwehrdienst an. 1982 begann Faltz sein Studium an der Technischen Universität in Dresden, das er 1987 mit einem Abschluss als Diplomingenieur für Kfz-Technik beendete.
Parallel zum Studium begann er sich für das Theater zu begeistern, ab 1983 nahm er Unterricht und arbeitete er mit dem Pantomimeensemble des Deutschen Theaters, Théâtre Corps Acteurs Paris, Jacques Leqoc und in Workshops auf Mimen- und Figurentheaterfestivals.
Mit Jens Finke gründete er 1985 das Theater FINKE-FALTZ und gastierte fast zwanzig Jahre mit eigenen Inszenierungen in Deutschland, Russland, Korea, Japan, Marokko, Kamerun und anderen Ländern. Ab 1993 entstanden neben den FINKE-FALTZ-Inszenierungen eigene Regiearbeiten und Stückfassungen unter anderem in Mannheim, Nürnberg, Dresden, Wiesbaden, Erfurt, Berlin, Mainz und Oldenburg.
Ab 1993 arbeitete Faltz als freier Regisseur, von 2000 bis 2004 war er auch Dozent für Schauspiel und Bewegungstheater am Landesinstitut für Lehrerbildung Greifswald.
Mit FINKE-FALTZ und als Solist wirkte er in verschiedenen Formationen und Koproduktionen (u. a. Theater Künstliche Welten, Mauricio Kagel, Hans-Jochen Menzel, Rumpelstil, Gerhard Schöne, Simon Jacob Drees) und an Theatern (u. a. Staatsschauspiel Dresden, Schaubude Berlin, Komische Oper Berlin, Deutsche Oper Berlin) mit.
2004 übernahm er für sechs Jahre die Leitung des Jungen Staatstheaters Wiesbaden.
Mit Beginn der Spielzeit 2010/2011 wechselte Faltz als geschäftsführender Intendant ans Hessische Landestheater Marburg. Er inszeniert regelmäßig und ist auch als Autor tätig. Zum Ende der Spielzeit 2017/2018 hat Faltz auf eigenen Wunsch das Landestheater als Intendant verlassen.
Seit 2019 leitet er gemeinsam mit Michael Quast die neu eröffnete Volksbühne im Großen Hirschgraben in Frankfurt am Main.
Faltz hat einen Sohn, den Kameramann Paul Faltz.

## Inszenierungen
- Die Jagd nach dem verschwundenen Brief; Valeri Petrov (2003) Junges Staatstheater Wiesbaden
- Reise nach Brasilien; Daniil Charms (2004) Junges Staatstheater Wiesbaden
- Pippi Langstrumpf; Astrid Lindgren (2004) Junges Staatstheater Wiesbaden
- Pompinien; Ingeborg von Zadow (2004) Junges Staatstheater Wiesbaden
- Die Verwandlung; Franz Kafka (2005) Junges Staatstheater Wiesbaden
- Aladin und die Wunderlampe; nach dem gleichnamigen Märchen aus Tausendundeine Nacht, Bühnenfassung Faltz (2005) Junges Staatstheater Wiesbaden
- Die Schatzinsel; nach Robert Louis Stevenson, Bühnenfassung Faltz (2006) Junges Staatstheater Wiesbaden
- Die verzauberte Zarentochter; nach dem russischen Märchenfilm "Feuer, Wasser und Posaunen", Bühnenfassung Faltz (2007) Junges Staatstheater Wiesbaden
- Ich, Jeanne; Ralf-Günter Krolkiewicz (2008) Junges Staatstheater Wiesbaden
- Robin Hood; Bühnenfassung Faltz. (2008) Junges Staatstheater Wiesbaden
- Ronja Räubertochter; Astrid Lindgren (2009) Junges Staatstheater Wiesbaden
- Der Fluch des Ringes; nach Richard Wagner; Fassung mit Odette Bereska. (2006) Staatstheater Wiesbaden, Oper
- The Black Rider; Tom Waits, Robert Wilson, Burroughs. (2010) Hessisches Landestheater Marburg
- Don Juan; Molière (2011) Hessisches Landestheater Marburg
- Der Revisor; Nikolai Gogol (2011) Hessisches Landestheater Marburg
- Die Nibelungen; Friedrich Hebbel (2012) Hessisches Landestheater Marburg
- Die Dreigroschenoper; Bertolt Brecht, Kurt Weill (2012) Hessisches Landestheater Marburg
- The Blues Brothers – A Tribute; Bühnenfassung Faltz (2013) Hessisches Landestheater Marburg
- Michael Kohlhaas; Heinrich von Kleist (2013) Hessisches Landestheater Marburg
- Durch den Wind (DSE); Fillion (2014) Hessisches Landestheater Marburg
- Woyzeck; Georg Büchner, Tom Waits, Kathleen Brennan, Robert Wilson (2014) Hessisches Landestheater Marburg
- Cinderella – A Rock ‘n’ Roll Fairytale; nach den Gebrüdern Grimm, Bühnenfassung Faltz und Leiffheidt (2015) Hessisches Landestheater Marburg
- Soul Kitchen; Fatih Akin, Bousdoukos (2015) Hessisches Landestheater Marburg
- Was ihr wollt; William Shakespeare (2016) Hessisches Landestheater Marburg
- König David; Arthur Honegger, René Morax, Hans Reinhart (2016) Hessisches Landestheater Marburg
- Der aufhaltsame Aufstieg des Arturo Ui; Bertolt Brecht (2016) Hessisches Landestheater Marburg
- Romeo und Julia, William Shakespeare, Übersetzung Frank Günther (2017) Hessisches Landestheater Marburg
- Monty Python's Spamalot, Monty Python, Musik von John Du Prez & Eric Idle, Buch & Liedtexte von Eric Idle, Deutsch von Daniel Große Boymann (2017) Hessisches Landestheater Marburg
- 50 Jahre 68 – Die Revue, in Zusammenarbeit mit PeterLicht (2018) Hessisches Landestheater Marburg
- Robin Hood – Ein Fest für die Gerechtigkeit, von Matthias Faltz, Michael Lohmann, Philip Lütgenau, Jonas Schneider und Janosch Pomerenke (2018) Hessisches Landestheater Marburg
- Der Struwwelpeter – von Heinrich Hoffmann, eine Koproduktion mit dem Ensemble Modern (2020) Volksbühne im Großen Hirschgraben
- Letzter Aufruf Volksbühne – Eine Theaterpanik in fünf Folgen (2020), Lockdown-Filmproduktion, Volksbühne im Großen Hirschgraben
- Ready to start (2020), SOLIRARITÄT (2021) digitaler Liederabend, Schauspiel Frankfurt
- 3 Zimmer, Küche, Hinterbühne – Eine Besichtigung (UA) – von Rainer Dachselt (2020), Volksbühne im Großen Hirschgraben
- Die Geschichte vom Soldaten – von Igor Stravinsky, Koproduktion mit dem Ensemble modern (2021), Volksbühne im Großen Hirschgraben
- Der Fall Nitribitt gelöst (UA) – von Marc Becker (2022), Volksbühne im Großen Hirschgraben
- Lust der Begegnung, Hafez, Goethe und der West-östliche Divan (2022), Koproduktion mit Bridges-Musik verbindet, Volksbühne im Großen Hirschgraben
- Nachverdichtung – Ein Häuschenkampf (UA) – von Rainer Dachselt (2022), Volksbühne im Großen Hirschgraben
- Uwe Dierksen: Hirngespinste // Pipedreams, Szenisches Konzert zwischen Stillstand und Raserei (2023), Volksbühne im Großen Hirschgraben
- Reineke Fuchs – Johann Wolfgang Goethe (2023), Volksbühne im Großen Hirschgraben

## Dramatisierungen
- Aladin und die Wunderlampe, nach dem gleichnamigen Märchen aus 1001 Nacht, für Kinder ab 6 J., DreiMaskenVerlag München 2005
- Die Schatzinsel, nach Robert Louis Stevenson. Bühnenfassung für Kinder ab 6 J., DreiMaskenVerlag München 2006
- Die verzauberte Zarentochter, nach dem russischen Märchenfilm "Feuer, Wasser und Posaunen", für Kinder ab 5 J., DreiMaskenVerlag München 2007
- Robin Hood. Eine Abenteurgeschichte für die ganze Familie, Kindertheaterstück ab 5 J., DreiMaskenVerlag München 2008
- Michael Kohlhaas, Bühnenfassung von Matthias Faltz und Alexander Leiffheidt nach der gleichnamigen Novelle von Heinrich von Kleist. Schauspiel, DreiMaskenVerlag München 2013
- Cinderella – A Rock `n` Roll Fairytale frei nach den Gebrüdern Grimm, Bühnenfassung von Matthias Faltz und Alexander Leiffheidt. GallissasVerlag Berlin 2015